# Janina Fialkowska
Janina Fialkowska (Montreal, 7 de mayo de 1951) es una pianista canadiense de música clásica.

## Orígenes y formación
Nació en Montreal, Quebec, Canadá, de una madre canadiense (Bridget Todd Fialkowski) y un padre polaco (Jerzy Fialkowski), un ingeniero y oficial del ejército polaco que emigró a Canadá en 1945. Su madre descendía de una antigua familia canadiense de origen escocés-irlandés y de los indios cree, que estudió piano en la clase de Alfred Cortot en la École Normale de Musique de Paris (1935-1939). Fialkowska es la nieta de John Todd, el primer profesor de parasitología de Canadá, y bisnieta de Edward Clouston, presidente de la Asociación Canadiense de Banqueros. Es prima del político canadiense y exministro del gabinete David Anderson y prima del actor Christopher Plummer.
Fialkowska comenzó a estudiar piano a la edad de 4 años con su madre y en 1960 se matriculó en la École Vincent-d'Indy en Montreal. En 1963, a la edad de 12 años, debutó como solista con la Orquesta Sinfónica de Montreal y comenzó a estudiar con Yvonne Hubert. Continuó su educación secundaria en la prestigiosa escuela femenina de Montreal The Study, graduándose en 1967. Al año siguiente, a la edad de 17 años, obtuvo simultáneamente el pregrado (Baccalauréat) y maitrise de la Universidad de Montreal. Durante este período, también estudió en París con la virtuosa y maestra Yvonne Lefébure (1966, 1968-1969). En 1969 fue galardonada con el Primer Premio en el Concurso Nacional de Radio de CBC para Jóvenes Intérpretes en Canadá y viajó ocasionalmente a Nueva York para estudios privados con Sasha Gorodnitzki. En 1970, se instaló en Nueva York y se matriculó en la Escuela Juilliard como estudiante de Sasha Gorodnitzki, y más tarde se convirtió en su asistente de enseñanza desde 1979-1984. Después de una actuación premiada en el Concurso inaugural Arthur Rubinstein International Piano Master celebrado en Tel Aviv en 1974, Arthur Rubinstein se convirtió en su mentor y lanzó su carrera internacional, llamándola "intérprete nata de Chopin".

## Carrera y estilo musical
Una especialista en los repertorios clásico y romántico, Janina Fialkowska ha cosechado elogios especialmente por sus interpretaciones de las obras de Chopin y Liszt. Durante los últimos 30 años, también ha defendido la música de compositores polacos contemporáneos, incluidos Lutosławski, Panufnik y Mozetich.

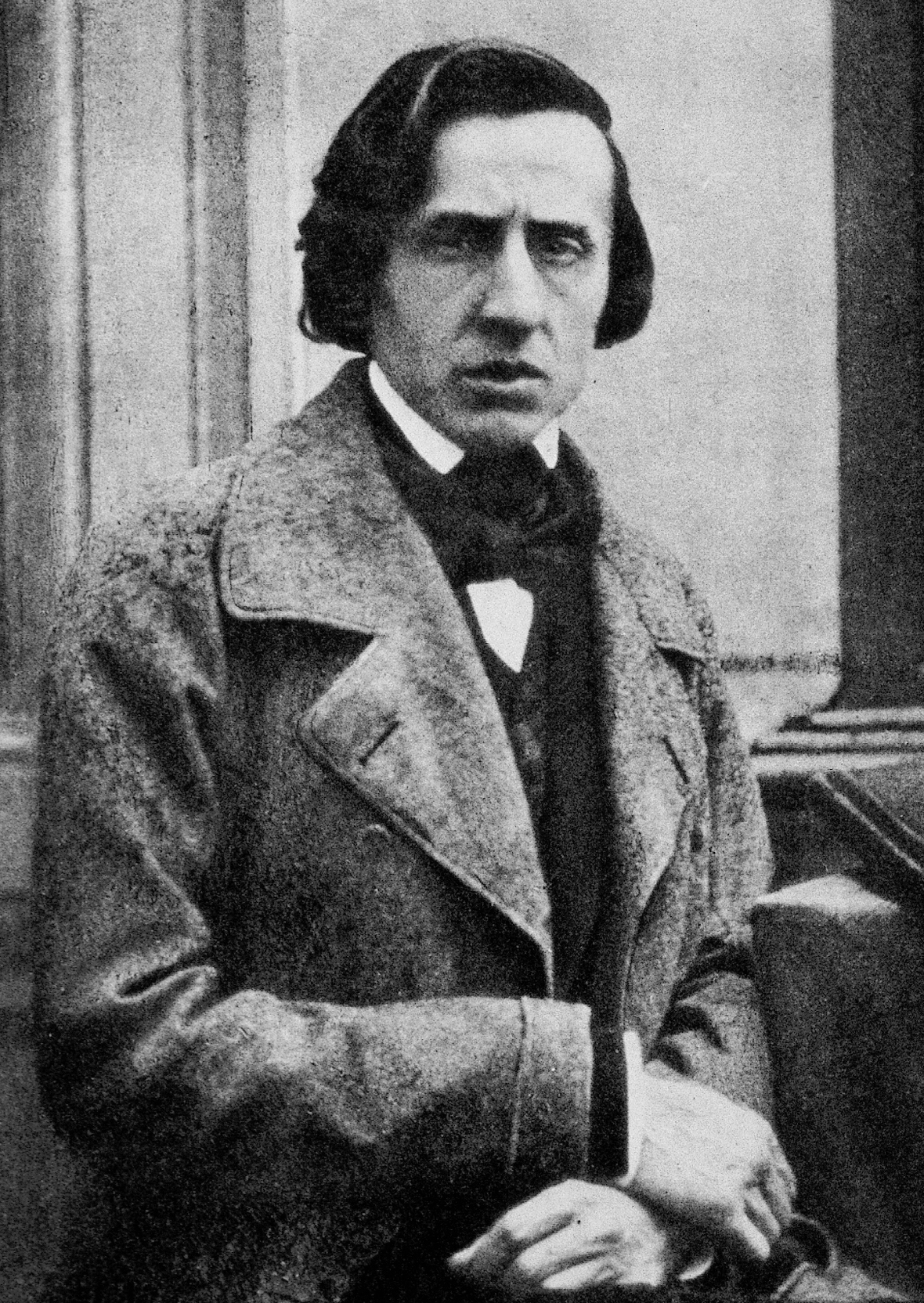
Frederic Chopin en 1849

Fialkowska aparece regularmente con reconocidas orquestas de todo el mundo. En Europa, ha actuado en solitario con la Royal Concertgebouw Orchestra de Ámsterdam, la Hallé Orchestra, la London Philharmonic, la Royal Philharmonic de London, la BBC Symphony, la Scottish National Orchestra, la Bonn Philharmonic, la Stuttgart Radio Symphony Orchestra, la Warsaw Philharmonic y la Orquesta Nacional de Francia. Sus conciertos en América del Norte han incluido la Orquesta Sinfónica de Chicago, la Orquesta de Cleveland, la Orquesta de Filadelfia, la Orquesta Sinfónica de Pittsburgh, la Filarmónica de Los Ángeles, la Orquesta Sinfónica de Montreal, la Orquesta del Centro Nacional de Artes de Canadá, la Orquesta Filarmónica de Calgary, la Sinfonía de Edmonton y la Sinfónica de Vancouver. En el transcurso de su carrera, Fialkowska ha actuado con muchos de los mejores directores del mundo, incluidos Sir Georg Solti, Zubin Mehta, Lorin Maazel, Sir Roger Norrington, Sir Andrew Davis, Bernard Haitink, Hans Graf, Charles Dutoit, Kyril Kondrashin, Leonard Slatkin, Stanislaw Skrowaczewski, Yannick Nézet-Séguin, Thomas Dausgaard y Eiji Oue.
Sus giras individuales de recital la han llevado a salas de conciertos por toda Europa, Estados Unidos, Canadá y el Lejano Oriente.

### Hechos sobresalientes de su carrera
- En 1986, para conmemorar el centenario de la muerte de Franz Liszt, Janina Fialkowska fue invitada a interpretar sus Estudios Trascendentales completos en Nueva York, Chicago, Los Ángeles, en Londres para la BBC y en Canadá para la CBC.
- En 1990, fue elegida para interpretar, con la Chicago Symphony, el estreno mundial del recientemente descubierto Tercer Concierto para piano de Franz Liszt.
- También ha presentado actuaciones de estreno mundial de conciertos para piano del compositor estadounidense Libby Larsen, con la Orquesta de Minnesota (1991) y del compositor canadiense Marjan Mozetich, con la Sinfonía Kingston (2000).
- En 1992, la Sinfónica de Colorado la invitó a interpretar el estreno norteamericano del concierto para piano de Andrzej Panufnik.
- También en 1992, la Canadian Broadcasting Corporation produjo un documental televisivo de su vida y carrera, titulado The World of Janina Fialkowska, que se transmitió por todo Canadá y recibió un premio especial del jurado en el Festival Internacional de Cine de San Francisco.

### Enfermedad y recuperación

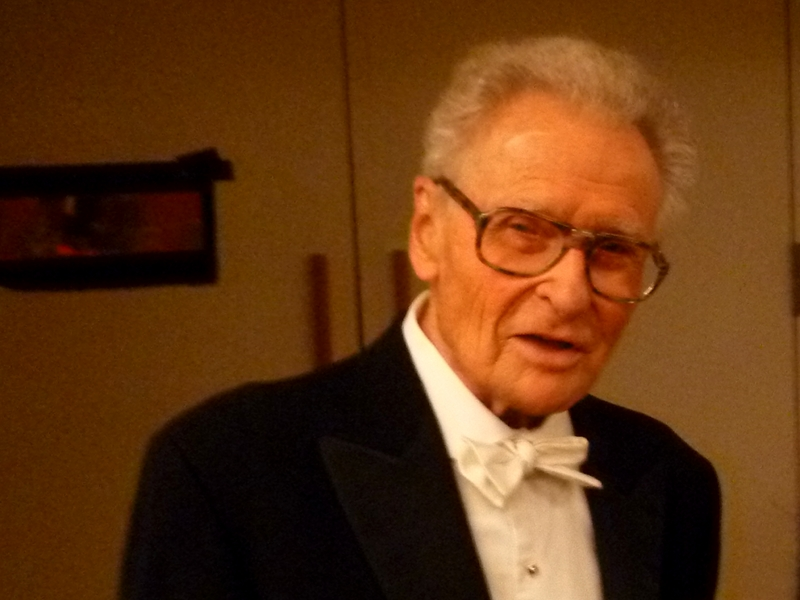
Skrowaczewski en 2011

En enero de 2002, en vísperas de una gira de conciertos europea que abarcaba ocho países, la carrera de Fialkowska se detuvo repentinamente por el descubrimiento de un tumor canceroso agresivo en su brazo izquierdo superior. Tras la eliminación de la masa maligna en mayo de 2002, posteriormente se sometió a un procedimiento quirúrgico innovador diseñado para reconstruir el brazo que se había vuelto casi inútil por la extirpación del tumor. Durante sus dieciocho meses de convalecencia, dio numerosos conciertos en Europa y América del Norte, interpretando música escrita especialmente para la mano izquierda por Ravel (Concierto para la mano izquierda) y Prokófiev (Concierto para piano n.º 4), que adaptó para su interpretación con la mano derecha. Tanto el público como los críticos fueron unánimes en su admiración por su coraje y el alto calibre de estas actuaciones inusuales y desafiantes, por ejemplo, con la Houston Symphony Orchestra bajo Stanislaw Skrowaczewski. En 2004, Fialkowska regresó triunfante al escenario como pianista a dos manos, primero con un recital muy esperado en Alemania, seguido del Cuarto Concierto para piano de Beethoven en Toronto. Desde entonces, ha reanudado sus giras activas en Canadá, Estados Unidos, Europa y el Lejano Oriente actuando entre otros con la Filarmónica de Varsovia, la Sinfonía de Montreal, la Sinfonía de Toronto, la Orquesta de Cámara Suk de Praga, la Sinfónica de Vancouver, la Sinfonía de Detroit, la Orquesta Filarmónica Real, la Orquesta del Estado de México, la Orquesta di Camera Italiana, la Badische Staatskapelle, la Filarmónica de Osaka y muchas otras.

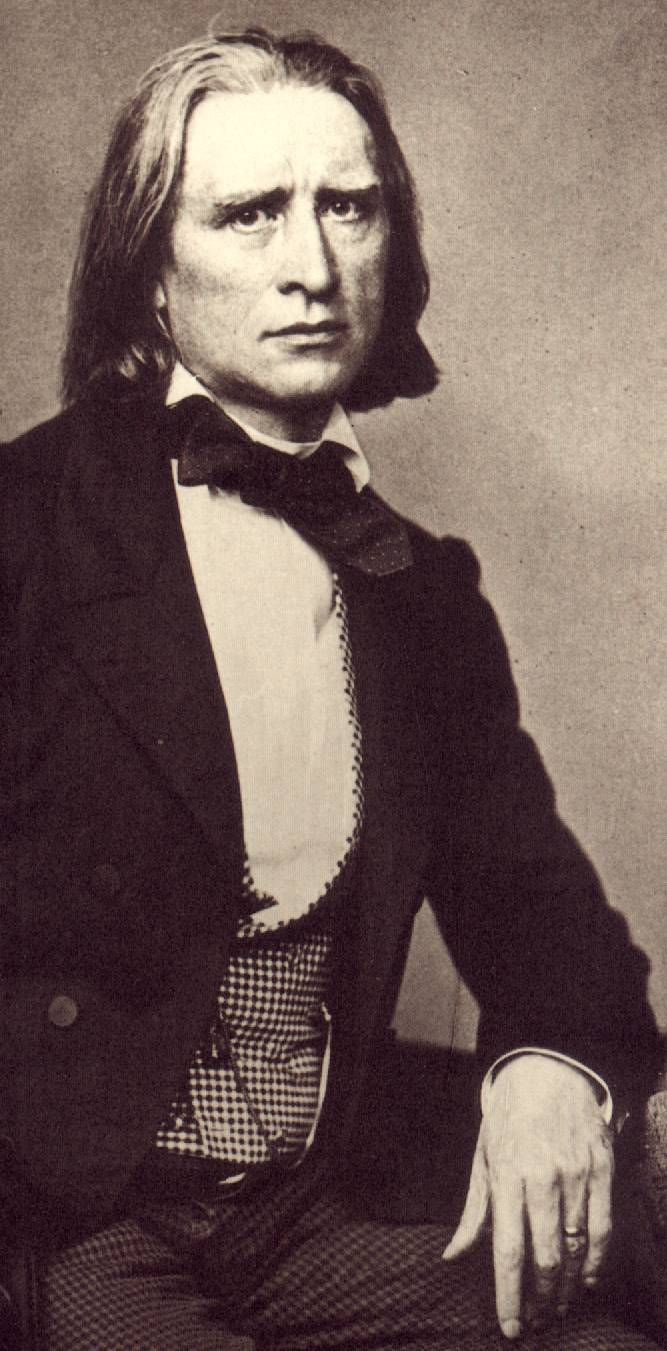
Liszt en 1858

En el verano de 2010, Fialkowska organizó una celebración de las obras de Chopin en el Festival of the Sound.

## Vida personal
Janina Fialkowska está casada con el director musical alemán Harry Oesterle (desde 2001). Tienen hogares en los Estados Unidos (Connecticut) y Alemania (Baviera).

## Programas Piano Six y Piano Plus
Janina Fialkowska fue la fundadora y primera directora artística de Piano Six, un programa educativo sin fines de lucro dedicado a mantener viva la música clásica en pequeñas comunidades en todo Canadá. En 1993, Fialkowska convenció a cinco de los pianistas clásicos más distinguidos de Canadá para que se unieran a ella en tomarse un tiempo de sus ocupadas carreras internacionales para visitar comunidades remotas que rara vez, o nunca, figuraban en el itinerario de los mejores músicos del mundo. Para servir a la mayor cantidad de comunidades posible, Fialkowska y los otros artistas de Piano Six acordaron presentarse por una fracción de sus honorarios habituales. Durante su década de funcionamiento (1993-2003), este galardonado programa envió a sus artistas en más de 60 giras regionales, llegando a más de 100 000 espectadores canadiense de todas las edades con sus presentaciones en vivo, clases magistrales y talleres para maestros. En 2004, con el fin de ampliar el alcance de sus actividades, la lista de Piano Six se amplió para incluir a los músicos canadienses de alto rango de los ámbitos de cuerdas y voz, así como el piano. Bajo el lema de Piano Plus, los artistas asociados del nuevo programa continúan recorriendo todo el territorio de Canadá cada temporada.

## Premios y honores
- Primer Premio en la Competencia Nacional de Radio de CBC para Jóvenes Intérpretes, 1969.[16]
- Tercer Premio en el Primer Concurso Internacional de Maestros de Piano Arthur Rubinstein, celebrado en Israel, 1974.[17]
- Oficial de la Orden de Canadá, 2001.[18]
- Doctor honoris causa (Música), Universidad de Acadia Wolfville (Wolfville, Nueva Escocia), 2006.[19]
- Premio de Logro Profesional de Paul de Hueck y Norman Walford para Keyboard Artistry, 2007.[20]
- Premio del Gobernador General de Artes Escénicas por Logros Artísticos de toda la vida, 2012.[21]

## Grabaciones
Janina Fialkowska es una artista de grabación activa y muy aclamada. Dos de sus grabaciones fueron nominadas por la industria musical canadiense para un Premio Juno: su CD de 1995 Fialkowska interpreta a Szymanowski (ODR 9305) y su recital de 1998 de piezas de salón virtuosas La Jongleuse (CBC MVCD 1114). Su grabación de 2001 de los Estudios Transcendentales de Liszt (ODR 9332) obtuvo el premio Critics' Choice de American Record Guide. También ha grabado la Sonata de Liszt para RCA Red Seal y discos de varias obras de Chopin para Atma Classique.
Las grabaciones de Janina Fialkowska han sido víctimas de una forma de robo de obras de arte. En 2007, se descubrió que algunas grabaciones originalmente atribuidas a la fallecida pianista Joyce Hatto (1928-2006) contenían pistas que habían sido plagiadas de grabaciones de otros artistas. Dos piezas del CD de 1990 de Fialkowska de obras de Franz Liszt - Mephisto Waltz y Venezia e Napoli fueron algunas de las obras que se representaron fraudulentamente como grabadas por Hatto. El descubrimiento de estas y otras pistas plagiadas condujo a uno de los escándalos más grandes que jamás haya ocurrido en el negocio de grabación de música clásica.

## Discografía

### Orquesta / Conciertos
- W. A. Mozart: Piano Concertos, nos. 11 y 12 (versión de cámara). Con The Chamber Players of Canada. Atma Classique SACD2 2531. (2007)[24]
- Frédéric Chopin: Conciertos  (versión de cámara). Con The Chamber Players of Canada. Atma Classique SACD2 2291. (2005)
- Franz Liszt: Conciertos. Con la Filarmónica de Calgary, cond. Hans Graf. CBC, SMCD 5202. (2000)
- Paderewski: Concierto para Piano y orquesta; polonesa Fantasía. Naxos 8.554020. (1999)
- Recuerdos de Polonia: Chopin, Moszkowski, Koprowski. CBC Registros, SMCD 5140. (1995)

### Álbumes en solitario
- Chopin: Book II (sonatas, impromptus)  (2001)
- Transcendental Liszt: Transcendental Études (complete). Opening Day Recordings, ODR 9332. (2000)
- Fialkowska plays Chopin: The Études, opp. 10 & 25. Opening Day Recordings, ODR 9312. (1998)
- La Jongleuse: Salon pieces and encores CBC Records, MVCD 1114. (1998)
- Fialkowska plays Szymanowski: 4 Études; Variations sur un thème folklorique polonais; Métopes; 2 Mazurkas. Opening Day Recordings, ODR 9305. (1995)
- Franz Liszt:  Pieces for Piano Solo. CBC Records  MVCD 2-1035. (1990)
- Presenting Janina Fialkowska:  Liszt solo piano works. RCA Red Seal FRL1-1042. (1977)[25]
- Janina Fialkowska plays Chopin. RCA Red Seal RL-37071 (1977)[26]

### Colaboradora
- None But the Lonely Heart: Russian Romances. Con la soprano Joanne Kolomyjec. CBC Records, MVCD 1144. (2001)
- Brahms/Schumann:  Lieder.  Con el bajo barítono Daniel Lichti. Opening Day Recordings, ODR 9311. (1997)
- Schubert:  Schwanengesang. Con el bajo barítono  Daniel Lichti. Opening Day Recordings, ODR 9302. (1994)